# Digitalt fingeraftryk
Et digitalt fingeraftryk (eng. fingerprint, message digest, checksum, cryptographic hash) er en kort bitstreng (typisk 32-160 bits), der genereres på en deterministisk (og dermed reproducérbar) måde ud fra en større tekst eller anden information. Typisk dannes et sådant fingeraftryk ved hjælp af en hashfunktion. Fingeraftrykket bruges til at verificere, at teksten/informationen ikke er blevet forvansket under transmission eller lagring. Hvis metoden til generering af fingeraftrykket er god, er der meget lille chance for, at en anden tekst/information har samme fingeraftryk.
Et digitalt fingeraftryk må ikke forveksles med en signatur. Sidstnævnte kan ligeledes verificere, at information ikke er blevet forvansket, men da der anvendes en nøgle, er en signatur også specifik for en given person, og kan således bekræfte at afsenderen er den man tror. Digitale signaturer laves ofte ved at kryptere et digitalt fingeraftryk med asymmetrisk kryptering. På samme måde må et digitalt fingeraftryk ikke forveksles med en message authentication code, der ligesom en signatur benytter en nøgle, men modsat en digital signatur benytter den samme nøgle til at danne og verificere koden.
Også den offentlige digitale signatur i Danmark har et digitalt fingeraftryk (TDC bruger det engelske udtryk fingerprint), som kan verificeres pr. telefon. Dette sikrer mod, at en person forsøger at udgive sig for TDC ved transmissionen af den digitale signatur via internettet, og fingeraftrykket bør derfor altid verificeres pr. telefon.

## Eksterne links
- Kontaktoplysninger for telefonisk oplæsning af fingerprint for den danske digitale signatur Arkiveret 4. april 2005 hos  Wayback Machine